# La Voz (Arizona)
La Voz es un periódico de Arizona (Estados Unidos) con sede en Phoenix que se edita en español. Pertenece al holding Gannett, propietaria también de algunos de los periódicos en inglés más importantes del estado, entre ellos The Arizona Republic.  
El lanzamiento de "La Voz" es su equivalente en español pero más enfocado a la creciente comunidad hispana en Arizona y muy especialmente en referencia a la de México, de hecho, hay una sección de noticias de México, y otra de noticias sobre la frontera entre EE. UU. y México. También tiene noticias de Latinoamérica y actualidad de entretenimiento y celebridades latinas, y una importante sección de deportes. 
Su directora general es Elvira Espinoza, y Luis Manuel Ortiz es el director Editorial.